# Group XTC
Group XTC Inc., vorher XTC Motor Car Corp., war ein US-amerikanischer Hersteller von Automobilen.

## Unternehmensgeschichte
XTC Motor Car Corp. wurde am 14. August 1987 in Pompano Beach in Florida gegründet. Thomas S. Clark war der Direktor. Die Produktion von Automobilen und Kit Cars begann. Der Markenname lautete XTC. Nach dem 13. Oktober 1989 ist von diesem Unternehmen nichts mehr bekannt.
Group XTC Inc. wurde am 19. Oktober 1988 in Fort Lauderdale in Florida gegründet. Thomas D. Clark und Thomas S. Clark leiteten es. Die Produktion wurde fortgesetzt und endete je nach Quelle 1989 oder 1992. Nach dem 26. September 1997 ist nichts mehr bekannt.

## Fahrzeuge
Zunächst standen Nachbildungen klassischer Fahrzeuge im Sortiment.
Später gab es einen Nachbau des Ferrari Testarossa. Ein Pontiac Fiero bildete die Basis.